# Red River Trails

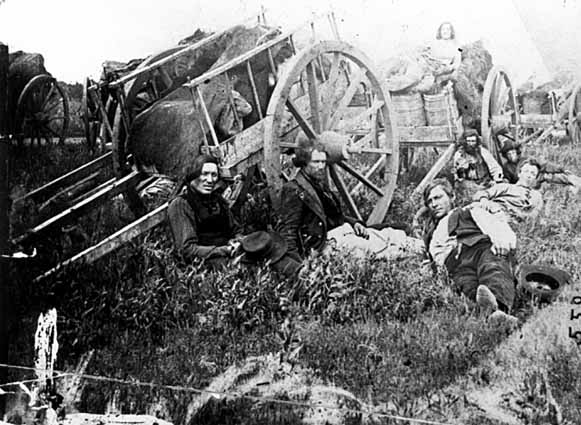
Red-River-Ochsenkarren und Métis-Karrenführer bei einer Pause

Die Red River Trails waren ein Netzwerk von Ochsenkarrenwegen, die die Red-River-Kolonie (Selkirk-Kolonie) und Fort Garry in Britisch-Nordamerika mit der schiffbaren Grenze des Mississippis in den Vereinigten Staaten verbanden. Diese Handelswege verliefen von der Stelle, an der sich heute Winnipeg in der kanadischen Provinz Manitoba befindet, über die Staatengrenze und auf verschiedenen Routen durch das Gebiet, das heute der östliche Bereich von North Dakota und der westliche und mittlere Bereich von Minnesota ist, bis nach Mendota und Saint Paul am Mississippi.
Die Trails wurden erstmals in den 1820er Jahren von Reisenden genutzt. Die Nutzung erlebte ihren Höhepunkt von den 1840ern bis in die frühen 1870er, als sie von der Eisenbahn abgelöst wurden. Bis zu diesem Zeitpunkt waren sie der beste Transportweg zwischen der abseits gelegenen Red-River-Kolonie und der Außenwelt. Durch sie hatten die Selkirk-Kolonisten Zugang zu einem Absatzmarkt für ihre Pelze und zu Versorgungsgütern, was eine Alternative zur Hudson’s Bay Company darstellte, die dadurch ihre Monopolstellung nicht durchsetzen konnte.
Durch freie Händler, die unabhängig von der Hudson’s Bay Company und ihrer Gerichtsbarkeit waren, entwickelte sich ein umfangreicher Handel mit den Vereinigten Staaten. Saint Paul wurde für die Selkirk-Kolonisten zum größten Zolllager und zur wichtigsten Verbindung zur Außenwelt. Der Handel auf den Trails zwischen Fort Garry und Saint Paul belebte die Wirtschaft, trug zur Besiedelung von Minnesota und North Dakota in den Vereinigten Staaten bei und beschleunigte die Besiedelung Kanadas westlich der rauen Region, die als Kanadischer Schild bekannt ist. Zeitweise stellte der grenzüberschreitende Handel sogar eine Bedrohung für Kanadas Kontrolle über seine westlichen Gebiete dar. Diese Bedrohung wurde geringer, nachdem sowohl nördlich als auch südlich der Grenze transkontinentale Handelsstraßen fertiggestellt wurden und der Transportkorridor, in dem die Trails verliefen, an Bedeutung verlor. In jüngster Zeit hat der Verkehr in dem Korridor wieder zugenommen.

## Ursprünge

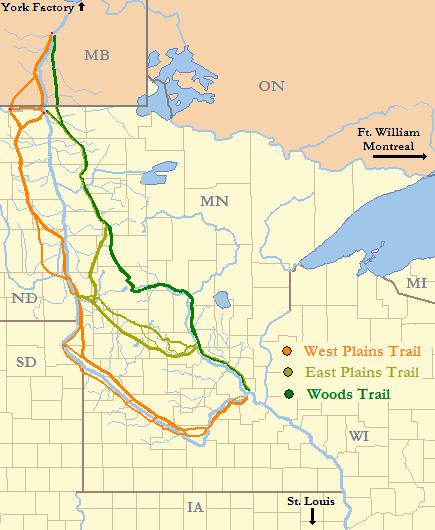
Die Red River Trails zwischen Fort Garry und Saint Paul. Es sind nicht alle Trails gezeigt; es gab viele Verbindungswege und Alternativrouten.

1812 gründete Thomas Douglas, 5. Earl of Selkirk, eine Siedlerkolonie in Britisch-Nordamerika an der Einmündung des Assiniboine River in den Red River, wo sich das heutige Winnipeg befindet. Obwohl es im Nordwesten Kanadas bereits eine Anzahl von Pelzhandelsstützpunkten gab und auch in der Umgebung der Selkirk-Kolonie Siedlungen von Métis, Pelzhändlern und Bisonjägern existierten, war die Kolonie die einzige Landwirtschaft betreibende Siedlung zwischen Oberkanada und dem Pazifik. Isoliert durch die geologischen Gegebenheiten des rauen Kanadischen Schilds und viele hundert Kilometer Wildnis hatten die Siedler und ihre benachbarten Métis nur über zwei mühsam zu befahrende Wasserwege Zugang zu Absatzmärkten und Versorgungsgütern.
Der erste wurde von der Hudson’s Bay Company unterhalten (zu deren Hauptinvestoren Lord Selkirk gehörte) und bestand aus einer Route über das Meer von Großbritannien nach York Factory an der Hudson Bay und dann 1250 km flussaufwärts über eine Reihe von Flüssen und Seen vom Salzwasser bis zum Assiniboine River. Die Alternative war die historische Route der North West Company von Montreal über den Lake Huron nach Fort William am Oberen See. Oberhalb des Oberen Sees folgte die Route Flüssen und Seen zum Lac la Croix, nach Westen entlang der Staatengrenze über den Lake of the Woods nach Rat Portage und dann den Winnipeg River flussabwärts zum Red River. Die Entfernung von der Selkirk-Siedlung zum Lake Superior betrug ungefähr 800 km, aber vom Lake Superior war es noch eine längere Reise nach Montreal, wo Pelze und Vorräte zur Verschiffung von und nach Europa umgeladen wurden.
Keine dieser Routen war für schwere Transporte geeignet. Leichtere Ladung wurde in Yorkbooten zur Hudson Bay oder in Kanus auf der Route entlang der Grenze transportiert. Beide Routen erforderten die Navigation über große Seen mit gefährlichen Stellen, Flüsse mit geringer Tiefe und zahlreichen Stromschnellen, versumpfte kleinere Flüsse und Moore, sowie zahlreiche Verbindungsstellen über Land, wo Ladung und Boote auf dem Rücken getragen werden mussten.
Aber die geologischen Gegebenheiten ermöglichten auch eine alternative Route, wenngleich über ausländisches Territorium. Die Flusstäler des Red River und des Minnesota River liegen im Bett des Agassizsees und seines prähistorischen Abflusses River Warren. Der Rückzug dieser Gewässer hatte Land freigelegt, in dem sich flache Ebenen mit Präriegrasland zwischen Hochlagen befinden. Beim heutigen Browns Valley trennte nur gut ein Kilometer Land den Bois de Sioux River, einen Nebenfluss des Red River (der nach Norden zur Hudson Bay fließt), vom Little Minnesota River, einem Nebenfluss des Minnesota River (Zufluss zum Mississippi, der nach Süden in den Golf von Mexiko fließt). Die Flussebenen und Hochlagen der Wasserläufe entlang dieser sanft abgestuften Route boten einen natürlichen Zugang nach Süden. Daher wandten sich die Kolonisten den neugegründeten Vereinigten Staaten zu, sowohl für Versorgungsgüter als auch als (illegalen) Absatzmarkt für ihre Pelze.

## Entwicklung der Routen
Die an Pelztieren reichen Gebiete entlang des oberen Mississippis in Minnesota, des Des Moines River und des Missouri River, in denen ansonsten nur indianische Völker lebten (die First Nations), wurden im späten 18. Jahrhundert zum Ziel für unabhängige Pelzhändler, die von Prairie du Chien in Wisconsin aus tätig waren. Anfang des 19. Jahrhunderts gründeten diese Händler Stützpunkte im Flusstal des Minnesota River bei Lake Traverse, Big Stone Lake, Lac qui Parle und Traverse des Sioux. Die großen Pelzhandelsunternehmen gründeten ebenfalls Stützpunkte, darunter die der North West Company in Pembina und St. Joseph im Tal des Red River. Die Wege zwischen diesen Stützpunkten wurden Teil des ersten Red River Trails.
1815, 1822 und 1823 wurden von Missouri aus Viehherden zur Red-River-Kolonie getrieben, die Route ging das Tal des Des Moines River zum Minnesota River hinauf und dann den Red River hinab zur Selkirk-Siedlung. Als die Siedler 1819 nach einer verheerenden Heuschreckenplage nicht mehr genügend Saatgut für die Aussaat übrig hatten, wurde eine Expedition mit Schneeschuhen nach Prairie du Chien geschickt, um Saatgut zu kaufen. Auf der Rückfahrt fuhren sie mit einem Flachboot den Mississippi und Minnesota River hinauf und den Red River hinunter und kamen im Sommer 1820 wieder in der Siedlung an. 1821 verließen fünf unzufriedene Siedlerfamilien die Kolonie, um nach Fort Snelling zu ziehen, sie waren Vorläufer für spätere Wanderungsbewegungen in beiden Richtungen zwischen den Staaten. Zwei Jahre später erreichte 1823 Major Stephen Harriman Long als erster offizieller Repräsentant der Vereinigten Staaten Pembina. Seine Expedition kam über den Minnesota River und den Red River. Diese frühen Expeditionen entlang der beiden Flüsse gehören zu den ältesten bekannten Reisen auf der Route des ersten Red River Trails.

### West Plains Trail
Der West Plains Trail ging auf indianische Ursprünge zurück. Bevor er zur Ochsenkarrenroute wurde, wurde er als Verbindung für die Pelzhandelsstützpunkte der Columbia Fur Company benutzt. Tatsächlich wurde von diesem Unternehmen der Red-River-Ochsenkarren zur Beförderung ihrer Pelze und Güter eingeführt. Sie baute die Wege auch aus und in den frühen 1830ern berichtete eine Expedition der Selkirk-Siedlung, die eine Schafherde von Kentucky zum Assiniboine River trieb, dass sie den Trail gut markiert vorgefunden habe.
Der Trail führte von der Red-River-Siedlung nach Süden, flussaufwärts am Westufer des Red River nach Pembina, das direkt auf der anderen Seite der Staatengrenze lag. Pembina war seit dem letzten Jahrzehnt des 18. Jahrhunderts ein Pelzhandelsstützpunkt gewesen. Von dort aus ging ein Teil des Verkehrs weiter am Fluss entlang nach Süden, aber die meisten Wagenzüge fuhren entweder nach Westen entlang des Pembina River nach St. Joseph nahe der Grenze und dann nach Süden, oder nahmen gleich eine Abkürzung nach Südwesten um auf den von St. Joseph nach Süden führenden Trail zu stoßen. Dieser Trail in Nord-Süd-Richtung verlief etwa 50 km westlich parallel zum Red River. Dadurch, dass die Route im Hochland westlich des Red River blieb, vermied sie das Überqueren seiner Nebenflüsse nahe ihren Einmündungen und hielt sich von den sumpfigen, überflutungsgefährdeten und von Stechmücken geplagten tieferliegenden Gebieten im Seebett des Agassizsees fern, deren Abfluss der Fluss bildete.

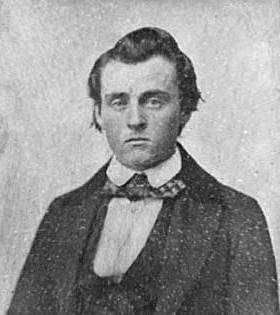
Der Pelzhändler und Fuhrunternehmer Norman Kittson

Im Gebiet des heutigen Südostens von North Dakota schwenkte der Trail nach Südsüdost und traf wieder auf den Red River in Georgetown, Fort Abercrombie und Breckenridge, Minnesota, die alle als Folge des durchgehenden Wagenverkehrs entstanden waren. Von Breckenridge führte der Trail weiter flussaufwärts am Ostufer des Red River und des Bois de Sioux River zur kontinentalen Wasserscheide am Lake Traverse. Ein Teil des Verkehrs ging am Seeufer entlang, über die kontinentale Wasserscheide und dann hinab auf beiden Seiten des Big Stone Lake, der Quelle des Minnesota River, während andere Wagen eine Abkürzung direkt südlich des Bois de Sioux River durch die offene Prärie im Gebiet des heutigen Graceville, Minnesota, nahmen, und so das feuchte Land zu vermieden.
Weiter ging der Trail auf verschlungenen Wegen auf beiden Seiten des Minnesota-River-Tals vorbei an Pelzhandelsstützpunkten und flussabwärts gelegenen Orten, an den Upper-Sioux- und Lower-Sioux-Indianerreservaten, und Fort Ridgely, die alle in den 1850ern gegründet wurden. Nach Fort Ridgely durchquerte der Trail die offene Prärie bis zum Minnesota River bei Traverse des Sioux nahe dem heutigen St. Peter, Minnesota, wo Pelze und Güter zunächst für gewöhnlich auf Flachboote umgeladen wurden. In späteren Jahren wechselten die meisten Wagenzüge ans Ostufer und zogen nach Nordosten weiter entlang der bewaldeten Flussniederungen und Hochlagen nach Fort Snelling oder Mendota, wo der Minnesota River in den Mississippi mündete. Von dort aus wurden die Pelze den Mississippi hinunter nach Saint Louis und anderen Märkten verschifft.
Der Handel zwischen Fort Garry und dem Mississippi war zunächst sporadisch; 1835 wurde er regelmäßiger, als ein Zug von Händlern vom Red River nach Mendota kam. Die Anstrengungen der Hudson’s Bay Company ihr Monopol durchzusetzen hatten nur den Effekt, dass die Pelzhändler ihrer Gerichtsbarkeit über die Grenze zu den Vereinigten Staaten zu entgehen versuchten. Darunter war Norman Kittson, dessen gewaltiges Pelzhandels- und Transportunternehmen 1844 mit einem Zug aus sechs Wagen angefangen hatte. In späteren Jahren zogen Züge mit Hunderten von Ochsenkarren von Kittsons Stützpunkt in Pembina los, das gerade noch im Territorium der Vereinigten Staaten lag, außerhalb der Reichweite der Hudson’s Bay Company. Obwohl ein Teil des Pelzhandelsverkehrs 1854 auf andere Routen verlagert wurde, sorgten die Forts, Missionen, Indianerreservate und der verbleibende Durchgangsverkehr dafür, dass die Trails belebt blieben. Sie wurden in den 1850ern ausgebaut und durch Militärstraßen ergänzt.

### Woods Trail
Der West Plains Trail war zwar recht eben, führte aber auf einer längeren Strecke durch das Land der Dakota und der kürzere East Plains Trail führte ebenfalls am Rand ihres Landes entlang. Die Dakota waren Feinde der Ojibwa, mit denen die Métis-Wagenführer durch Abstammung und Heirat verwandt waren. Diese Spannungen erzeugten Konflikte. Eine solche blutige Auseinandersetzung (aufgrund eines Angriffs von Métis-Wagenführern auf Jäger der Dakota) ereignete sich im Sommer 1844, als die jährliche Expedition der freien Händler in Saint Paul war. Dies bedeutete, dass sie nicht sicher auf ihrer normalen Route zurückkehren konnten. Die Händler zogen deswegen nach Nordwesten, den Mississippi hinauf nach Crow Wing zur Mündung des Crow Wing River, diesen Fluss hinauf und über die Wasserscheide zum Pelzhandelsstützpunkt am Otter Tail Lake und dann nach Nordwesten durch die Prärie zu einer Überquerung des Red River nahe seinem Zusammenfluss mit dem Forest River. Im nächsten Jahr folgte ein Zug nach Süden ihren Spuren und ein Jahr später (1846) stand eine endgültige Route im Inneren des Landes entfernt von den Flussniederungen des Red River fest. Der Trail wurde Woods Trail oder Crow Wing Trail genannt, lokale Bezeichnungen waren auch Saint Paul Trail und Pembina Trail.

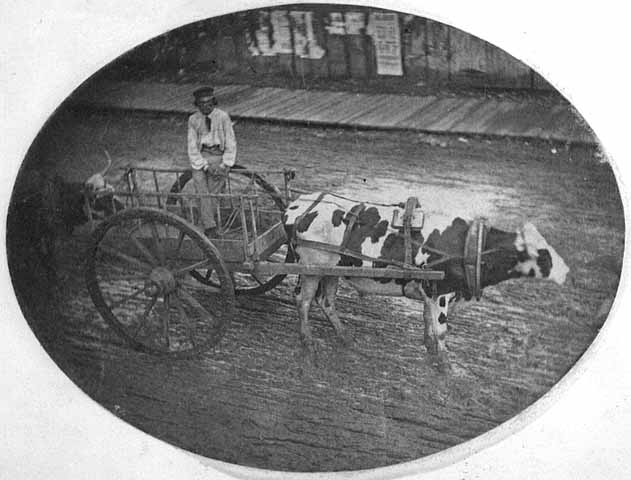
Ein Ochsenkarren am Ende des Trails in Saint Paul

Wie aus dem ersten Namen ersichtlich (englisch woods „Wald“), führte der Weg teilweise durch bewaldete Gebiete, da seine südlichen Ausläufer die Übergangszone zwischen Prärie im Westen und Waldgebieten im Osten durchquerten. Wagenzüge Richtung Süden folgten von Fort Garry aus dem Ostufer des Red River und überquerten den Roseau River und die Staatengrenze. In Minnesota vereinigte sich der Trail mit einer Route, die von Pembina nach Nordwesten führte, und ging weiter nach Süden in ebener Prärie im früheren Seebett des prähistorischen Agassizsees. Danach stieg er an und folgte einem kiesigen Höhenzug, der früher zur Uferlinie dieses alten Sees gehörte, überquerte den Red Lake River bei Old Crossing nahe dem heutigen Huot und wandte sich dann nach Südsüdosten zum Pelzhandelsstützpunkt in White Earth. Am Otter Tail Lake verließ die Route die Ebene und führte nach Osten in einen Wald in den Leaf Mountains auf der kontinentalen Wasserscheide. Auf einem schwierigen aber landschaftlich reizvollen Weg durch den Wald überquerte der Trail den Mississippi bei Old Crow Wing. Dann führte er am Ostufer dieses Flusses hinab auf einer Schotterebene nach Süden nach Sauk Rapids und East Saint Cloud.
Die letzte Etappe des Trails nach Saint Paul, das Mendota als hauptsächliches Zolllager für den Ochsenkarrenhandel abgelöst hatte, verlief entlang der sandigen Ebene am Ostufer des Mississippis. Diese Route führte in wenigen Kilometern Entfernung zum Fluss zu den Saint Anthony Falls und einer gleichnamigen Ansiedlung, die am Ostufer des Mississippis entstand. Dann verließ der Trail den Fluss und führte durch offenes Land nach Saint Paul. In der Zeitspanne zwischen der Anlieferung der Pelze und ihrer Rückkehr mit Vorräten und Handelswaren nach Norden kampierten die Wagenführer auf einer Hochlage im Westen der Dampfschiffanlegestelle.
Obwohl der Woods Trail durch schwierigeres Gelände als die anderen Routen führte, war er sicherer, da er innerhalb des Gebietes der Ojibwa verlief. In ruhigeren Zeiten wurde er deshalb weniger benutzt. In den späten 1850ern wurde er eine interessantere Alternative, da er von der United States Army ausgebaut wurde, die den gewundenen Ochsenkarrenpfad durch die Wälder entlang des Leaf River und Crow Wing River begradigte und verbesserte und auch den alten Trail am Mississippi zwischen Fort Ripley (nahe Crow Wing) und Sauk Rapids durch eine Militärstraße ersetzte.

### East Plains Trail

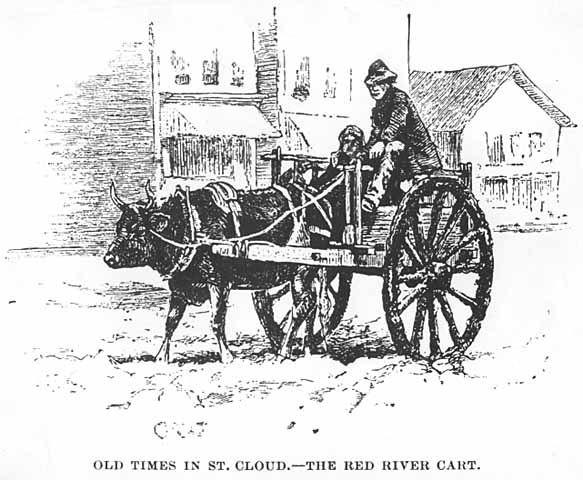
Red-River-Karren in Saint Cloud

Der East Plains Trail oder Middle Trail wurde ebenfalls von den 1840ern an allgemein benutzt. Er war kürzer als der West Plain Trail und wurde zur Route der Wahl für die großen Wagenzüge aus Pembina, nachdem sich der bekannte Händler Henry Sibley 1854 aus dem Pelzgeschäft zurückgezogen hatte. Sein Nachfolger und früherer Partner Norman Kittson verlagerte die Wagenzüge ihres Unternehmens vom West Plains Trail im Tal des Minnesota River auf den East Plains Trail.
Der East Plains Trail folgte den älteren Routen des West Plains Trails von Pembina nach Breckenridge, Minnesota, und führte dann über eine Anzahl verschiedener Routen nach Osten aus dem Tal des Red River heraus über die Hochtäler des Pomme de Terre River und Chippewa River (Nebenflüsse des Minnesota River) nach Saint Cloud und Sauk Rapids am Oberlauf des Mississippis. Bereits nach kurzer Zeit wurde jedoch eine Abzweigung angelegt, die den East Plains Trail mit dem Woods Trail verband. Diese Verbindung verlief entlang des Westhangs der Leaf Mountains und traf die Routen des East Plains Trails in Elbow Lake oder nahe dem Otter Tail River. Es gab Zeiten, als diese Verbindung im Osten die befahrenere der beiden Varianten war.
In Saint Cloud luden einige Wagenzüge ihre Pelze auf Schiffe um, die auf dem Mississippi nach Saint Anthony Falls bei Minneapolis fuhren. Andere Wagenzüge überquerten den Mississippi und fuhren auf einer Teilstrecke des Woods Trails nach Saint Paul.
Der größte Teil des East Plains Trail führte durch eine nacheiszeitliche Landschaft mit Seen, Moränen und Drumlins, die landschaftlich reizvoll war, in der es jedoch schwierig zu querende Sumpfgebiete gab. In der Zeit, als Minnesota ein Territorium war und in seiner frühen Zeit als Teilstaat wurden im Zuge der zunehmenden Zuwanderung die Routen ausgebaut, Postkutschen verkehrten, Städte wurden gegründet und es begann eine dauerhafte Besiedelung.

## Wirtschaft
Zuerst wurden die Trails von den Selkirk-Kolonisten benutzt, um Saatgut und Versorgungsgüter zu beschaffen. Bald wurden sie zu Handelsstraßen für lokale Pelzhändler und ab den 1830ern wurden sie intensiv von US-amerikanischen Pelzhändlern benutzt, die vom Grenzgebiet südlich der Staatengrenze aus tätig waren. Die US-Amerikaner erwarben die Pelze von Métis-Pelzhändlern in Britisch-Nordamerika, die das Monopolrecht der Hudson’s Bay Company umgingen, das dieser innerhalb des in ihrer Charta festgelegten Gebiets zuerkannt worden war.
Die Siedlung bei Fort Garry lag isoliert am Ende einer 1100 km langen Route, die von York Factory aus über Wasser und Land führte und auf der nur ein bis zwei Schiffe im Jahr verkehrten. Waren aus Großbritannien mussten ein Jahr im Voraus bestellt werden. Aus Saint Paul hingegen konnten Waren innerhalb eines Sommers beschafft werden. Daher war der Transport über die Trails wirtschaftlicher und die Hudson’s Bay Company war nicht in der Lage zu erzwingen, dass der gesamte Handel über York Factory an der Hudson Bay lief. Um 1850 war das Monopol des Unternehmens gebrochen. 1857 gab das Unternehmen sogar selbst die York-Factory-Route für den Transport schwerer Güter nahezu auf und transportierte ihre eigenen Waren unter Zollverschluss durch die Vereinigten Staaten und über die Red River Trails.
Die Hauptexportwaren der Red-River-Siedlungen waren Pelze, aber nachdem sich die Kolonie von der Subsistenzwirtschaft zu einer Überschüsse produzierenden Landwirtschaft entwickelt hatte, wurden die landwirtschaftlichen Überschüsse ebenfalls per Ochsenkarren nach Süden transportiert. Die Importe waren vielseitiger: Anfangs waren es Saatgut, Gewürze und andere Grundnahrungsmittel, Spirituosen, Werkzeuge, Arbeitsgeräte und Eisenwaren. Mitte des Jahrhunderts ging die Zahl der Büffelherden zurück und der Warenverkehr von Pelzen wurde durch die landwirtschaftlichen Erzeugnisse und benötigten Waren der Siedler ersetzt. Im Zuge der weiteren Entwicklung der Siedlungen wurden die Trails zur allgemeinen Handelsstraße für alle möglichen Güter, die per Ochsenkarren transportiert werden konnten: darunter Lampen und zugehöriges Kohleöl, feine Stoffe, Bücher, allgemeine Handelsware, Champagner, Blechkocher, in Einzelteile zerlegte landwirtschaftliche Maschinen, mindestens ein Klavier sowie eine Druckpresse und andere Ausstattung für die erste Zeitung in der Region um Fort Garry.

## Leben auf den Trails

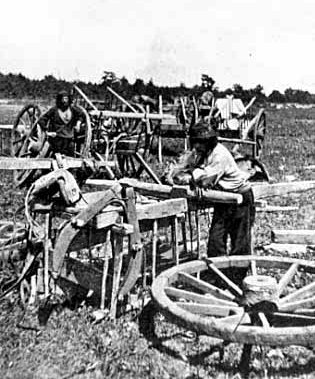
Achsenreparatur an einem Red-River-Ochsenkarren in Pembina vor der Abreise nach Saint Anthony Falls

Der typische Wagenführer gehörte zu den Métis, die von französischen Voyageurs des Pelzhandels und ihren Ojibway-Ehefrauen abstammten. Sein Gefährt war ein Red-River-Ochsenkarren, ein einfaches Fahrzeug, das entweder von den in Französisch-Kanada gebräuchlichen zweirädrigen charrettes oder von schottischen Karren abgeleitet war. Ab 1801 wurde der Karren so modifiziert, dass er ausschließlich aus lokalen Materialien gebaut werden konnte. Er enthielt keinerlei Bestandteile aus Eisen. Stattdessen wurde er komplett aus Holz und Tierhäuten gefertigt. Zwei 12 Fuß (circa 3,7 m) lange parallele Deichseln aus Eichenholz (trams) hielten vorne das Zugtier und bildeten hinten das Gestell des Karrens. Querträger hielten die Bodenbretter, die Ladefläche wurde von vorne, hinten und an den Seiten von Brettern oder einem Geländer umschlossen. Diese hölzernen Bestandteile wurden von Zapfenverbindungen zusammengehalten. Die Achse war ebenfalls aus abgelagertem Eichenholz gefertigt. Sie war am Karren mit Streifen aus nasser Bisonhaut festgezurrt, die unter ihrem Cree-Namen shaganappi bekannt war und beim Trocknen schrumpfte und sich festzog. Die Achse verband zwei Speichenräder mit einem Durchmesser von fünf oder sechs Fuß (circa 1.5 bis 1,8 m), die konkav gewölbt waren oder die Form eines flachen Kegels hatten mit der Nabe an der Spitze, die sich weiter innen als die Felgen befand. Anfangs wurden die Karren von kleinen Pferden gezogen, die von den Indianern erhalten wurden. Nachdem in den 1820ern Rinder in die Kolonie gebracht worden waren, benutzte man Ochsen als Zugtiere. Sie wurden bevorzugt wegen ihrer Stärke, Ausdauer und der gespaltenen Hufe, die in sumpfigen Gebieten ihr Gewicht besser verteilten.
Da der Karren aus lokalen Materialien gefertigt war, konnte er leicht repariert werden. Es wurde immer ein Vorrat an shaganappi und Holz mitgeführt, da auf einer Fahrt ein halbes Dutzend Achsenbrüche vorkommen konnte. Die Achsen wurden nicht geschmiert, da Fett Staub angezogen hätte, der wie Sandpapier gewirkt und den Karren funktionsunfähig gemacht hätte. Die Folge war ein Quietschen wie das einer verstimmten Geige, was ihm den Spitznamen „Fiedel des Nordwestens“ einbrachte. Ein Besucher schrieb, dass „eine Höhle wilder Tiere nicht vergleichbar mit dieser Abscheulichkeit ist.“ Das Geräusch konnte noch in mehreren Kilometern Entfernung vernommen werden. Die Karren waren völlig ungefedert und nur ihre biegsame Konstruktion dämpfte die von den Buckeln und Schlaglöchern des Trails verursachten Stöße.
Auf der Fahrt nach Süden waren die Karren mit Pelzen beladen, die in 40 kg schwere Bündel gepackt waren, die im Pelzhandel pièces genannt wurden. Ein Karren konnte 360 bis 450 kg tragen. Auf der Rückfahrt transportierten die Händler Grundnahrungsmittel, Handelsware und Erzeugnisse, die in Fort Garry nicht verfügbar waren. In beide Richtungen wurde die Ladung mit Tierhäuten oder mit Leinwand abgedeckt. Die Karren wurden in Gruppen von je zehn Karren aneinander gebunden, jede Gruppe hatte drei Wagenführer und einen Aufseher. Die Gruppen bildeten zusammen einen Wagenzug von bis zu drei Kilometer Länge. In den 1840ern waren Wagenzüge mit wenigen hundert Karren unterwegs, mit vielen hundert in den 1850ern und mit mehreren tausend in den späten 1860ern. Die Wagenzüge hatten eine Geschwindigkeit von etwa drei Kilometer pro Stunde und bewältigten etwa dreißig Kilometer am Tag.

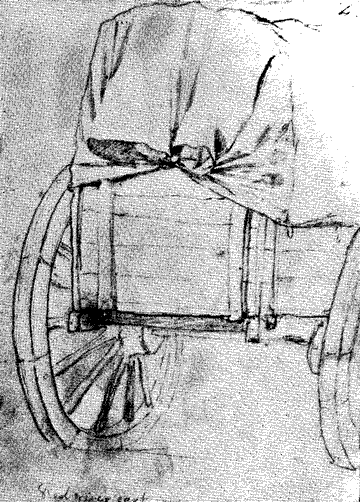
Red-River-Ochsenkarren, Zeichnung von Frank Blackwell Mayer (1851)

Nach dem Abbruch des Lagers am Morgen zogen die Wagenführer durch die Prärie. Eine Durchquerung ungeschützter offener Prärie zwischen zwei geschützten Orten wurde traverse genannt. Große Flüsse mussten oft an einer Furt überquert werden. Wo das Wasser zu tief war, wurde die Ladung abgeladen, die Räder abmontiert und zusammengebunden oder unter dem Karren befestigt, und der Verbund mit Tierhäuten eingehüllt. Dann wurde die Ladung auf dieses behelfsmäßige Floß wieder aufgeladen und damit der Fluss schwimmend überquert. Vorzugsweise überquerten die Händler eine Furt am Ende eines Tages, damit die Karren über Nacht trocknen konnten.
Lager am Fluss boten Holz, Wasser und einen gewissen Schutz vor den Gefahren des offenen Landes. Zu Zeiten von Indianeraufständen konnte die Prärie gefährlich sein und während des Dakota-Kriegs von 1862 kam der Handel ganz zum Erliegen. Während Trockenperioden stellten Präriefeuer, die sich durch Wind ausbreiteten, eine Gefahr dar. In regenreichen Perioden schwollen die Flüsse zu Sturzfluten an, die Flussumgebungen wurden zu Sümpfen und ausgefahrene Wege zu Morasten. In Blizzards konnten Händler festsitzen und von Hunger bedroht sein. Insekten quälten die Händler und ihre Zugtiere, brachten sie um ihren Schlaf und schwächten sie.
Aber es gab auch einen Ausgleich: Es gab reichlich Wild und die Händler hatten fast immer Frischfleisch. Einige sahen in der scheinbar grenzenlosen Prärie einen farbenprächtigen Ozean aus Gras und Sommerstürme konnten beeindruckend sein, wenn auch gefährlich. Trotzdem die Prärie ihre eigene Erhabenheit besaß, waren nach wochenlanger Reise durch baumlose Steppe die Flüsse, Seen und Wälder in der Mitte Minnesotas eine willkommene Abwechslung.
Nach etwa sechs Wochen erreichten die Wagenzüge Saint Paul. Dort kampierten die Wagenführer auf dem Steilhang über der Stadt, die sich am Flussufer ausbreitete. Es herrschte nicht nur Eintracht. Für die Einheimischen hatten die dunkelhäutigen Händler oben auf dem Hügel etwas von Hasardeuren, mit ihrer „seltsamen Mischung aus zivilisierter Kleidung und primitivem Schmuck“. Ein Händler aus dem Norden nannte die Stadt ein „erbärmliches kleines Dorf“, wo „das Trinken von Whiskey mindestens die Hälfte der Zeit der ehrenwerten Bürger beansprucht“, während der Rest darauf verwandt werde „sich gegenseitig zu betrügen oder sich Fremden aufzudrängen.“ Die wirtschaftlichen Vorteile des Handels und die Trennung von Händlerlager und der Stadt unten haben wohl dazu beigetragen, dass die Beziehung im Großen und Ganzen friedlich blieb. Nach etwa drei Wochen Handel machten sich die „wilden“ Karrenführer aus dem Norden, jetzt mit Gütern beladen, auf den Rückweg und verließen die „Räuberhöhle“ Saint Paul, um in eine in ihren Augen zivilisiertere Welt zu fahren. Die Städter waren hingegen der Meinung, dass sie in eine unzivilisierte und zugefrorene Wildnis zurückkehrten.

## Ende der Trails

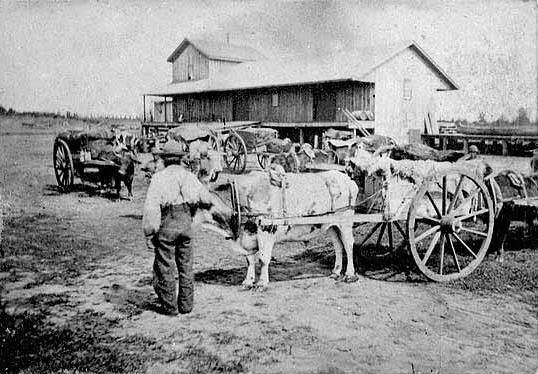
Red-River-Karren treffen auf den Grund ihres Niedergangs: Karren und Händler an einer Eisenbahnstation.

Gelegentlich fuhren einige Ochsenkarren nicht den gesamten Weg, sondern wurden durch Wasserfahrzeuge ergänzt. Zuerst fuhren Flachboote, später Dampfschiffe mit geringem Tiefgang, den Minnesota River hoch nach Traverse des Sioux und anderen flussaufwärts gelegenen Orten, wo sie auf Wagenzüge trafen, die den West Plains Trail entlang fuhren. 1851 wurde eine Dampfschiffverbindung auf dem Mississippi zwischen Saint Anthony Falls and Sauk Rapids am Middle Trail und Woods Trail aufgenommen. 1851 wurde eine Dampfbootmaschinerie über Land zum Red River transportiert, wo ein Schiff gebaut wurde, das aber noch nicht regelmäßig verkehrte. Der Dakota-Krieg von 1862 und der Sezessionskrieg verzögerten die weitere Entwicklung.
Nach dem Sezessionskrieg brach das Dampfzeitalter in der Region an. Nachdem die Ojibwe ihre Landrechte am Tal des Red River 1863 im Treaty of Old Crossing auf der US-amerikanischen Seite der Grenze aufgegeben hatten, wurde die Dampfschiffverbindung auf dem Red River wieder aufgenommen und eine Eisenbahnstrecke westlich von Saint Paul und Duluth, Minnesota, am Lake Superior gebaut. Eine Nebenstrecke der Saint Paul and Pacific Railroad erreichte 1866 St. Cloud. Ihre Hauptstrecke erreichte 1869 Willmar und ein Jahr später Benson, Minnesota. Jede Stadt am Ende der Eisenbahnstrecke wurde zum Endpunkt für zahlreiche Wagenzüge. 1871 erreichte die Eisenbahn den Red River bei Breckenridge, wo die wieder aufgenommene Dampfschiffverbindung den Rest der Strecke nach Fort Garry übernahm. Die langen Wagenzüge aus Ochsenkarren wurden durch dampfgetriebene Eisenbahnzüge ersetzt und die Trails verwilderten.
Ein paar Spuren der verschwundenen Trails existieren noch. Einige lokale Straßen folgen ihren Routen, Einsenkungen in der Landschaft zeigen, wo einst Tausende von Karren entlang fuhren, und sogar nach mehr als einem Jahrhundert von Wintern und Frühlingen, Gefrieren und Auftauen des Bodens, gibt es immer noch Orte, wo der Boden so komprimiert ist, dass er sich dem Pflug widersetzt. Ein paar dieser Überbleibsel sind markiert oder für das scharfe Auge erkennbar, aber an den meisten Stellen sind die Trails verschwunden. Einige Stellen sind in Parks und an Straßen durch Schilder markiert, und nahe Baxter, St. Hilaire und West Union, Minnesota, sind einige Orte in das US-amerikanische National Register of Historic Places aufgenommen.

## Bedeutung

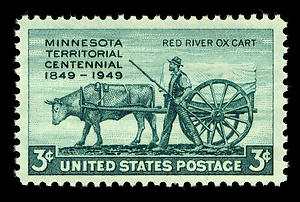
Briefmarke zur Hundertjahrfeier des Minnesota-Territoriums

Heutzutage sind die Red River Trails weniger bekannt als viele andere nordamerikanische Pionier-Trails und Handelsrouten, und sie nehmen in der Folklore keinen so großen Platz ein wie die großen Trails im Westen der Vereinigten Staaten und die Kanurouten des Pelzhandels in Kanada. Sie waren nicht umkämpft und nicht der Schauplatz von Schlachten (mit Ausnahme des Dakota-Kriegs von 1862), und obwohl sie zeitweise gefährlich waren, bargen andere Trails größere Gefahren. Die verhältnismäßig geringe Beachtung liegt wohl daran, dass sie für beide Staaten, auf deren Gebiet sie verliefen, nicht zur Annektierung von Territorium führten.
Nichtsdestoweniger waren die Trails bedeutsam für die Entwicklung der Mitte Nordamerikas. Der Verkehr über den West Plains Trail hielt die Selkirk-Siedlung in ihren frühen Jahren am Leben. Die Trails boten den Siedlern der Kolonie und ihren benachbarten Métis eine Migrationsroute und eine Fernstraße für den Handel, die unabhängig von der Hudson’s Bay Company war. Mit zunehmender Benutzung wurden alte Pelzhandelsstützpunkte zu Siedlungen und es entstanden neue Orte entlang der Karrenrouten. Die von den Pelzhändlern angelegten Trails beschleunigten die Entwicklung von Minnesota and North Dakota, und erleichterten die Besiedelung im Nordwesten Kanadas.
Die Trails hatten grundlegende politische Auswirkungen in einer Zeit der Spannung zwischen Großbritannien und den Vereinigten Staaten. Beide Staaten waren über den grenzüberschreitenden Einfluss der jeweils anderen Seite besorgt. Die aus wirtschaftlicher Notwendigkeit und aufgrund der geographischen Gegebenheiten entstandenen Trails trugen dazu bei, diese internationalen Spannungen zu erzeugen und zu vergrößern. Die Vereinigten Staaten sandten Militärexpeditionen entlang der Trails aus, trotz britischer Präsenz in den nordwestlichen Pelzhandelsstützpunkten, die auf Land lagen, das die Vereinigten Staaten beanspruchten. Sie waren ebenfalls über Lord Selkirks Kolonie und britische Ansprüche auf das Red-River-Tal besorgt. Schließlich wollten die Vereinigten Staaten die britischen Versuche eindämmen, Zugang zum Mississippi zu bekommen. Dieser Zugang stand im Vertrag von Paris, der den Amerikanischen Unabhängigkeitskrieg beendete, und die Briten versuchten, diesen Anspruch ins 19. Jahrhundert hinüberzuretten. Dadurch, dass die Vereinigten Staaten die Oberherrschaft über ihre neuen Gebiete bekräftigten, parierten sie die britische Herrschaft über den Pelzhandel im oberen Mississippi-Tal, die noch Jahrzehnte nach dem Abkommen zur Beendigung des Revolutionskriegs bestand, das diese Gebiete der neuen Nation zusprach, und übernahmen ihrerseits die Herrschaft über den Handel.
Später stellte die wirtschaftliche Abhängigkeit der Selkirk-Siedlung und des kanadischen Nordwestens von den Red River Trails eine Bedrohung für die britische und kanadische Kontrolle über ihr Territorium dar. Zu einer Zeit, als das Gefühl einer kanadischen Nationalität im Nordwesten nicht ausgeprägt war, war diese Region auf die Red River Trails und ihre nachfolgenden Dampfschiff- und Eisenbahnlinien für einen Absatzmarkt für ihre Erzeugnisse und für Versorgungslieferungen angewiesen. Eine aktive Manifest-Destiny-Gruppe versuchte in Minnesota, diese wirtschaftliche Abhängigkeit zu benutzen, um den Nordwesten Kanadas in die Vereinigten Staaten einzugliedern. Dieser Druck veranlasste Kanada dazu, das Territorium der Hudson’s Bay Company für eine Geldzahlung und im Tausch gegen Land zu erwerben. Er trug zur Bildung der Kanadischen Konföderation und zur Gründung von Manitoba bei. Eine weitere Folge war die Entscheidung, dass die Route der Canadian Pacific Railway vollständig in Kanada verlaufen sollte. Erst mit der Fertigstellung dieser Eisenbahnstrecke 1885 bekamen Manitoba und der Nordwesten schließlich einen zuverlässigen und effizienten Zugang zum Osten Kanadas auf einer Route, die ganz auf kanadischem Boden verlief.
Heute ist die internationale Grenze fest etabliert und friedlich. Das Gefühl einer kanadischen Nationalität ist gewachsen und die Furcht vor der Manifest-Destiny-Doktrin fast verschwunden. Kanada und die Vereinigten Staaten haben ihre Handelspartnerschaft mit dem Nordamerikanischen Freihandelsabkommen auf eine vertragliche Grundlage gestellt, was zu einem Wachstums des Handels zwischen den Staaten führte. Der Handel, der jetzt entlang des Mississippis und des Red River hinauf und hinunter geht, übertrifft die Vorhersagen, die Lord Selkirk vor nahezu zwei Jahrhunderten machte. Während er zuerst nur einen Zugang zum US-Territorium zur Unterstützung seiner im Entstehen begriffenen Kolonie suchte, geht jetzt der Handel mit Rohstoffen und Erzeugnissen in beide Richtungen. Der Handelskorridor, in dem einst die längst verschwundenen Red River Trails verliefen, dient immer noch seinem ursprünglichen Zweck.